# Legion Field
El Legion Field es un estadio principalmente para la práctica del fútbol americano, está localizado en la ciudad de Birmingham, Alabama en los Estados Unidos.

## Historia
La construcción del estadio dio inicio en 1926, planeado para 21 000 espectadores, y fue terminado en 1927. Fue bautizado Legion Field en honor a la Legion Americana y se inauguró oficialmente el 19 de noviembre de 1927.
En los años 1960 se dieron las primeras mejoras en el Legion Field; en 1961 se agregaron 9000 asientos al estadio en la parte superior, en 1965 se construyó un palco de prensa y en 1969 se agregaron luces para que se pudiera jugar de noche en el estadio.
En 1975 se cambió la hierba del terreno por AstroTurf, y el AstroTurf fue cambiado por hierba de bermudas en 1996 para que en el estadio se pudieran realizar partidos del Torneo Olímpico de Fútbol.

## Fútbol americano
Legion Field es sede de los partidos de local de los UAB Blazers de fútbol americano universitario desde 1991.
Los Auburn Tigers y Alabama Crimson Tide también jugaron allí algunos partidos a lo largo de la historia, debido a que los estadios de sus respectivos campus no tenían suficiente capacidad para albergar los partidos más importantes. Auburn jugó allí como local por última vez en 1991 y Alabama en 2003.
Por otra parte, Legion Field ha albergado diversos bowls de fútbol americano universitario: el Dixie Bowl en 1947 y 1948, el Hall of Fame Bowl entre 1977 y 1985, el All-American Bowl desde 1986 hasta 1990, y el Birmingham Bowl a partir de 2006. Anteriormente, albergó el partido de campeonato de la Southeastern Conference en 1992 y 1993, y el partido de campeonato de la Southwestern Athletic Conference desde 1999 hasta 2012, y el MEAC/SWAC Challenge desde 2005 hasta 2007.
Asimismo, cada año se juega allí el Magic City Classic entre Alabama A&M y Alabama State (desde 1946) y el Steel City Classic entre Miles College y Stillman College.
Por otra parte, el estadio tuvo equipos profesionales de fútbol americano, todos ellos efímeros. El último de ellos fueron los Birmingham Thunderbolts de la XFL en 2001.

## Fútbol
Recientemente el estadio ha sido utilizado para partidos de fútbol. El evento más importante celebrado en el estadio fue el Torneo Olímpico de Fútbol de 1996. Allí se jugaron seis partidos masculinos y tres femeninos, todos de la fase de grupos. El partido inaugural entre las selecciones masculinas de Estados Unidos y Argentina tuvo 83 183 espectadores.
También recibió un partido de la Clasificación de CONCACAF para la Copa Mundial de Fútbol de 2006 que enfrentó a las selecciones de Estados Unidos y Guatemala, sin embargo cuando se decidió colocar nuevamente AstroTurf en el estadio la Federación de Fútbol de los Estados Unidos decidió no jugar más partidos oficiales de Fútbol Soccer en el Legion Field.